# كلاوديو غيرا
كلاوديو غيرا (بالإسبانية: Claudio Guerra)‏ (5 سبتمبر 1983 في الأرجنتين - ) هو لاعب كرة قدم أرجنتيني في مركز الهجوم. لعب مع ديفنسا خوستيكا ونويفا شيكاجو وهوراكان ويونيون دي سانتا في وأونيفرسيداد دي كونسيبسيون ‏ ونادي أتليتيكو ألدوسيفي.

## وصلات خارجية
- كلاوديو غيرا على موقع قاعدة بيانات كرة القدم.إي يو (الإنجليزية)
- كلاوديو غيرا على موقع Soccerway.com (الإنجليزية)